# Hyptia servillei
Hyptia servillei är en stekelart som först beskrevs av Guerin-meneville 1843.  Hyptia servillei ingår i släktet Hyptia och familjen hungersteklar. Inga underarter finns listade i Catalogue of Life.